# Кобець Дар'я Андріївна
Да́р'я Андріївна Кобе́ць (нар. 7 червня 2000) — українська спортивна гімнастка, майстриня спорту України міжнародного класу.

## З життєпису
Народилась 2000 року в місті Чороморськ. У складі національної збірної України з художньої гімнастики від 2017 року. 2017-го в Баку на змаганнях третього етапу Кубку світу з художньої гімнастики українська збірна виборола найвищу нагороду у групових вправах із трьома м'ячами та двома скакалками.
На Чемпіонаті Європи з художньої гімнастики-2018 (Гвадалахара) виграла дві срібні медалі в командних заліках — вона і Євгенія Гомон, Возняк Анастасія, Валерія Юзьвяк, Валерія Ханіна, Діана Мижерицька.